# Hjörtur Logi Valgarðsson
Hjörtur Logi Valgarðsson (Reykjavík, 27 settembre 1988) è un ex calciatore islandese, di ruolo difensore.

## Carriera

### Club
Ha giocato in Islanda, Svezia e Norvegia.

### Nazionale
Ha giocato in Under-19 e in Under-21, con la quale ha disputato l'Europeo 2011 di categoria, per poi disputare più partite con la nazionale maggiore.

## Palmarès

### Club

#### Competizioni nazionali
- Campionato islandese: 3

FH Hafnarfjörður: 2006, 2008, 2009
- Coppa d'Islanda: 2

FH Hafnarfjörður: 2007, 2010
- Supercoppa d'Islanda: 2

FH Hafnarfjörður: 2007, 2009
- Coppa di Lega islandese: 2

FH Hafnarfjörður: 2007, 2009
- Coppa di Svezia: 1

IFK Göteborg: 2012-2013

#### Competizioni internazionali
- Atlantic Cup: 1

FH Hafnarfjörður: 2006